# Helga Kämpf-Jansen
Helga Kämpf-Jansen (* 4. Oktober 1939 in Kassel; † 19. Februar 2011 ebenda) war eine deutsche Pädagogin, Wissenschaftlerin und Künstlerin.

## Leben
Sie belegte ein Studium am Pädagogischen Institut in Weilburg. Nach dem Staatsexamen war sie Lehrerin in Frankfurt am Main. 1968 wurde sie als pädagogische Mitarbeiterin an das neue Institut für Kunsterziehung der Justus Liebig-Universität in Gießen geholt, wo sie die Position der Visuellen Kommunikation mitgestaltete. Von 1992 bis 2005 war sie im Fach Kunst der Fakultät für Kulturwissenschaften der Universität Paderborn tätig.
Sechs Jahre war sie Mitglied der Arbeitsgruppe zur Entwicklung der Hessischen Rahmenrichtlinien „Kunst“. Aus dieser Gruppe heraus wurde sie 1976 zusammen mit  Johannes Eucker und Hermann Hinkel Mitherausgeberin der Zeitschrift  Kunst + Unterricht und blieb dies bis 1990. Als Hochschullehrerin, Künstlerin und Wissenschaftlerin entwarf sie Projekte und Anstöße zur Veränderung der  gesellschaftlichen Realität des Faches Kunst. Eine  Herausforderung stellte hier das  Projekt „Kunst im Strafvollzug“ dar, das sie ab 1983 leitete bis zu ihrer eigenen Berufung 1992 als Professorin für Kunst und Didaktik an die Universität Paderborn. Parallel zu diesen Aufgaben hatte sie 1987 bei Gunter Otto promoviert.
Helga Kämpf-Jansen hat 2000/2001 in Paderborn ihr kunstpädagogisches Werk mit dem Begriff „Ästhetische Forschung“ zu einer eigenständigen Fachkonzeption profiliert.

## Theorie
Das von Helga Kämpf-Jansen entwickelte innovative Konzept der „Ästhetischen Forschung“ verband vorwissenschaftliche, an Alltagserfahrungen orientierte Verfahren mit künstlerischen Strategien aktueller Kunst sowie mit wissenschaftlichen Methoden. Traditionell getrennte Lehrbereiche wie künstlerische Praxis, Theorien der Kunst und Alltagsästhetik wurden in diesem Konzept zusammengeführt. Diese vernetzten damit komplexe Formen des Handelns, des Denkens und der Erkenntnis mit neuen kunstdidaktischen Methoden. Den Auftrag zeitgemäßer Lehre für die Studierenden verband Kämpf-Jansen mit dem Anspruch, erweiterte Räume im Denken und Handeln zu eröffnen. Große Bedeutung wies sie den aktuellen Kunstkonzepten und künstlerischen Strategien zu, die in ihrer Vielschichtigkeit und Multimedialität den ästhetischen und geistigen Potentialen der Zeit entsprechen.

## Schriften (Auswahl)
- Ästhetische Forschung. Wege durch Alltag, Kunst und Wissenschaft; zu einem innovativen Konzept ästhetischer Bildung (Diskussionsbeiträge zur ästhetischen Bildung Bd. 2). Köln 2001, ISBN 3-89770-127-8.
- Zwei oder drei Dinge, die ich von ihr weiß. In: Gisela Ecker, Susanne Scholz: Umordnungen der Dinge. Königstein 2000.
- Ästhetische Biografien von Frauen. In: Mechthild v. Lutzau (Hrsg.): Frauenkreativität macht Schule. Weinheim 1998.
- Die Ästhetik des Wartens Aspekte zur Darstellung der Frau im 19.und 20. Jh. In: Dietrich Grünewald: Was sind wir Menschen doch... Weimar 1995.
- Weibliche Ästhetik zwischen Kitsch und Kunst. In: Renate Morell: Weibliche Ästhetik? Kunststück! Pfaffenweiler 1993.
- Männlicher Blick und weibliche Ästhetik. In: Adelheid Staudte, Barbara Vogt: Frauen. Kunst. Pädagogik. Frankfurt am Main 1991
- Und drinnen waltet die züchtige Hausfrau. Weiblichkeits-Entwürfe und Innenräume. In: Daidalos. Heft 36, 1990.
- Mädchen und Jungen; Mädchenästhetik und Jungenästhetik – Aspekte einer geschlechtspezifischen ästhetischen Erziehung. (= Themenheft Grundschulzeitschrift. Heft 40). 1990.
- Heman wird Vater und Barbie wird Bildhauerin. In: Feminin – Masculin. (= Friedrich Jahresheft. VII). Seelze 1989.
- Wider die allseitige Reduktion der weiblichen künstlerischen Persönlichkeit oder warum aus begabten Schülerinnen unbegabte Studentinnen und indiskutable Künstlerinnen werden. (Kurzfassung eines Vortrages, Wien 1988) In: Kunst und Unterricht. Heft 120, 1988.
- als Hrsg.: Kolleginnen. Beispiele weiblicher Lebensläufe. (= Themenheft Kunst und Unterricht. Heft 120). 1988.
- Kitsch oder ist die Antithese der Kunst weiblich? In: I. Barta und andere: Frauen – Bilder – Männer – Mythen. Berlin 1987.
- Die fragmentierte Frau. Weibliche Identität zwischen Kunst, Theorie und Pädagogik. In: BDK. Heft 1, 1987.
- Mädchenästhetik. In: H. Kämpf-Jansen, H. Hartwig, U. Puritz (Hrsg.): Kunst und Unterricht. Heft 80, 1983.
- als Hrsg.: Eva und Adam. (= Themenheft Kunst und Unterricht. Heft 55). 1979.